# Zeeverzekering
De zeeverzekering is een speciale tak onder de transportverzekeringen in België. 
De aspecten eigen aan de maritieme handel gaan hierbij hand in hand met de speciale aspecten die eigen zijn aan de zeeverzekeringen. De zeeverzekering kent een rijke geschiedenis doorheen eeuwen en evolueerde mee met de technologische vernieuwingen van het maritiem transport en het groeiend belang van het internationaal recht.

## Zeerecht en zeeverzekeringen
Het maritiem recht bestaat uit verschillende takken. Het zeerecht en recht van de zee zijn hierin de twee belangrijkst. Zeeverzekeringen staan dicht bij het zeerecht. We kunnen ons geen schade voorstellen aan de lading zonder daarbij het cognossement in te roepen. Het cognossement zal de verdere behandeling van de ladingen bevatten, terwijl de zeeverzekeringen de financiële gevolgen van de schade zal dekken. Het zeerecht behandelt alle aspecten die te maken hebben met het verrichten van de handelsbetrekkingen en het uitvoeren van handel. Het zeerecht vinden we terug het Wetboek van bepaalde voorrechten op zeeschepen en diverse bepalingen. Het wetboek van het zeerecht is echter achterhaald. Een vernieuwingscommissie is begin 21e eeuw bezig met de vernieuwing ervan.
Het internationaal zeerecht bevat de rechtsregels over de afbakening van de verschillende zeegebieden. Eveneens bepaalt het internationaal zeerecht de rechtsbepalingen die van toepassing zijn op de verschillende zeegebieden. Tot slot is het logisch dat de zeeverzekeringsrecht de rechtsregels bevat betreffende de zaakverzekering als de aansprakelijkheidsverzekering.
De zeeverzekering wordt onderverdeeld naar typologie in :
1. Zaakverzekering
  1. Cascoverzekering: d.i. de verzekering die het vervoermiddel gaat verzekeren binnen het kader van het transporteren van de goederen. Binnen het kader van de transportverzekeringen kunnen dit zijn: het schip, de trein, de vrachtwagen, het vliegtuig enz.
  2. Ladingsverzekering: d.i. de verzekering van de lading. Binnen het kader van de transportverzekeringen kan dit om gigantische bedragen gaan. Een correct transport van de goederen is dikwijls van levensbelang.
2. Aansprakelijkheidsverzekering
  1. in contract: de aansprakelijkheid ten opzichte van de partijen verbonden aan het contract
  2. in "tort": de aansprakelijkheid ten opzichte van derden

## Zeeverzekering in België en het abandonnement
In België zijn de verzekeringen gecontroleerd vanuit de Belgische overheid. We moeten een heel aantal richtlijnen vanuit de Europese Unie ook in rekening houden bij de werking van de sector.
- In België kan ieder die bij het behoud van een zaak belang heeft wegens een recht van eigendom of een ander zakelijk recht of wegens enige aansprakelijkheid in verband met de zaak, die laten verzekeren. (art. 4 Wetboek van bepaalde voorrechten op zeeschepen en diverse bepalingen)

Het verzekeringsrecht heeft echter een ruimer aanbod aan mogelijkheden om te verzekeren binnen het kader van zeetransport.
De zeeverzekering kan omvatten :
1. het casco en de kiel van het schip
2. het tuig en de takelage
3. de uitrusting en de mondvoorraad
4. de vracht
5. de ingeladen goederen
6. voor andere zie art. 191 Wetboek van bepaalde voorrechten op zeeschepen en diverse bepalingen)

We kunnen praktisch omschrijven dat de basis het artikel 4 is, met uitbreiding van alle personen die een economisch belang vertonen.
- Voor rekening van de verzekeraar is alle verlies en schade ontstaan ten gevolge van storm, schipbreuk, stranding, aanvaring, gedwongen verandering van koers, reis of schip, werping, brand, ontploffing, plundering en in het algemeen door enig ander zeegevaar.

Ingeval de verzekeraar het oorlogsrisico voor zijn rekening neemt, staat hij in voor alle schade en verlies die verzekerde zaken overkomen door vijandelijkheden, vergeldingsmaatregelen, oorlogsverklaringen, blokkade, aanhouding op last van hogerhand, molest van de zijde van een erkende of niet-erkende regering en in het algemeen door alle oorlogsvoorvallen en –gevaren.
- Een eigenschap eigen aan de zeeverzekering is het "putatief" risico:

Elke verzekering aangegaan na het verlies of de aankomst van de verzekering zaken is nietig, indien bewezen wordt dat de verzekerde het verlies, of de verzekeraar de aankomst moet hebben vernomen voor de ondertekening van de overeenkomst.
- Abandonnement is het belangrijkste deel van de zeeverzekering. Abandonnement is het recht van de verzekerde van het schip en/of de lading, in het geval van verlies, afstand te doen van het eigendomsrecht van het verzekerd goed in ruil voor een volledige compensatie van de verzekerbare waarde. Het is niet herroepbaar en onvoorwaardelijk. Het abandonnement kan enkel door de verzekeraar ingeroepen worden, en kan nooit ingeroepen worden voor het begin van de reis.

Abandonnement van de verzekerde zaken kan geschieden:
- in geval van neming,
- schipbreuk,
- stranding met verbrijzeling,
- in geval van aanhouding door de regering
- onzeewaardigheid ten gevolge van zeegevaar,
- aanhouding door een vreemde mogendheid,
- verlies of beschadiging van de verzekerde zaken, indien het verlies of de beschadiging ten minste drie vierde bedraagt.

Wanneer we een verlies of schade hebben van een verzekerd goed, moeten een aantal formaliteiten vervuld worden. We kunnen deze indelen naar de aard, maar ook volgens procedurele aanpak.
We moeten een aangifte doen na kennisname van het verlies of schade aan het verzekerd goed. De verzekeraar moet het aanvaarden, bij betwisting is een juridische beslissing noodzakelijk. Er zal via de verzekeraar een volledige of provisionele betaling plaatsvinden. Onherroepelijke overdracht van het eigendom (verzekerd goed) van de verzekerde naar de verzekeraar. De eindformaliteiten worden gefinaliseerd volgens de procedure in het Burgerlijk Wetboek.

## Goederenverzekeringspolis van Antwerpen d.d. 20 april 2004
Antwerpen als belangrijke haven heeft binnen het kader van zijn verzekeringen een eigen polis ontwikkeld. De recentste dateert van 20 april 2004. De Antwerpse polis wordt vooral gebruikt voor het verzekeren van lading/goederen, oorspronkelijk over zee en via binnenwateren, maar later ook te land en in de lucht.
De oorspronkelijke polis was ongebruikelijk geworden door het ongestructureerd toevoegen van supplementen. Het geheel werd zo onoverzichtelijk door het toevoegen van clausules die nadien meerdere malen gewijzigd werden. 
Vandaar de nieuwe versie, de "goederenverzekeringspolis van Antwerpen 2004". De Antwerpse polis wijkt in een aantal gevallen af van de algemene verzekeringswet, wat gezien het liberaal karakter van de verzekeringssector geen probleem is.